# Doupourou
Doupourou är en ort i Guinea.   Den ligger i prefekturen Boffa och regionen Boke Region, i den västra delen av landet, 110 km nordväst om huvudstaden Conakry. Doupourou ligger 2 meter över havet och antalet invånare är 21 045.
Terrängen runt Doupourou är platt. Havet är nära Doupourou söderut.  Närmaste större samhälle är Tounyifili, 19,9 km norr om Doupourou. 